# Christmas Bowl 2015 (Tahiti)
Il Christmas Bowl 2015 è stata la 4ª edizione dell'omonimo torneo di football americano di primo livello, organizzato dalla FTFA.

## Squadre partecipanti
| Club           | Città    | Stadio | Sponsor ufficiale | Risultato nella stagione 2014 |
| -------------- | -------- | ------ | ----------------- | ----------------------------- |
| A.S. Toa Oviri | Papeete  |        |                   |                               |
| Manu-Ura       | Paea     |        |                   |                               |
| Ono            | Punaauia |        |                   |                               |

## Stagione regolare

### Calendario

#### 1ª giornata
| Paea 31 ottobre 2015, ore 15:00 | Manu-Ura | ? – ? | Toa Oviri | Stadio Karl Coppenrath |

#### 2ª giornata
| Paea 14 novembre 2015, ore 15:30 | Ono | 24 – 22 referto | Manu-Ura | Stadio Karl Coppenrath |

#### 3ª giornata
| Papeete 28 novembre 2015 | Toa Oviri | ? – ? | Ono | Stade Mission |

### Classifica
La classifica della regular season è la seguente:
- PCT = percentuale di vittorie, G = partite giocate, V = partite vinte,  P = partite perse, PF = punti fatti, PS = punti subiti

| Pos. | Squadra   | PCT  | G | V | N | P | PF | PS |
| ---- | --------- | ---- | - | - | - | - | -- | -- |
| 1    | Manu-Ura  | .000 | 0 | 0 | 0 | 0 | 0  | 0  |
| 2    | Ono       | .000 | 0 | 0 | 0 | 0 | 0  | 0  |
| 3    | Toa Oviri | .000 | 0 | 0 | 0 | 0 | 0  | 0  |

## IV Christmas Bowl
| Paea 12 dicembre 2015, ore 19:00 | Ono | 34 – 26 | Manu-Ura | Stadio Karl Coppenrath |

## Verdetti
- Ono Vincitori del Christmas Bowl 2015